# Condobolin
Condobolin – miasto w Australii, w stanie Nowa Południowa Walia.